# Gymnobucco
Gymnobucco – rodzaj ptaków z podrodziny wąsali (Lybiinae) w rodzinie tukanowatych (Ramphastidae).

## Zasięg występowania
Rodzaj obejmuje gatunki występujące w Afryce.

## Morfologia
Długość ciała 16,5–19 cm; masa ciała 41–81 g.

## Systematyka

### Etymologia
- Gymnobucco: gr. γυμνος gumnos „goły, nagi”; rodzaj Bucco Temminck, 1820[a] (pstrogłów)[7].
- Gymnocranus: gr. γυμνος gumnos „goły, nagi”; κρανιον kranion „głowa, czaszka”, od καρα kara „głowa” (por. κρανος kranos „hełm”)[7]. Nowa nazwa dla Gymnobucco Bonaparte, 1850.
- Heliobucco: gr. ἡλιος hēlios „słońce”; nowołac. bucco „wąsal, brodacz”, od łac. bucca „wydęty policzek”[7]. Gatunek typowy: Gymnobucco bonapartei Hartlaub, 1854.
- Phalacrobucco: gr. φαλακρος phalakros „łysogłowy”, od φαλος phalos „biały”; ακρος akros „najwyższy”; rodzaj Bucco Temminck, 1820[a] (pstrogłów)[7]. Gatunek typowy: Gymnobucco peli Hartlaub, 1857.

### Podział systematyczny
Do rodzaju należą następujące gatunki:
- Gymnobucco bonapartei Hartlaub, 1854 – łysoń siwogłowy
- Gymnobucco sladeni Ogilvie-Grant, 1907 – łysoń ciemny
- Gymnobucco peli Hartlaub, 1857 – łysoń jasnodzioby
- Gymnobucco calvus (Lafresnaye, 1841) – łysoń kreskowany